# Винтерхальтер, Франц Ксавер
Фра́нц Кса́вер Винтерха́льтер (нем. Franz Xaver Winterhalter; 1805—1873) — немецкий живописец и литограф, один из самых модных портретистов середины XIX века. Мастер светского и придворного портрета, создал единственную в своём роде галерею принцесс и аристократок практически всех стран Европы.

## Ранние годы
Франц Ксавер Винтерхальтер родился 20 апреля 1805 года в маленькой деревне Менценшванда (ныне часть города Санкт-Блазина) в Шварцвальде, Баден. Он был шестым по счёту ребёнком в семье Фиделя Винтерхальтера, фермера и производителя смолы, и его жены Евы Мейер, происходившей из старинного рода Менценшванд. Отец, крестьянин по происхождению, оказал значительное влияние на жизнь художника. Из его восьми братьев и сестёр — четверо умерли в детстве. На протяжении всей жизни Винтерхальтер оставался очень близок со своей семьёй, и в особенности, с братом Германом (1808—1891), который также был художником.

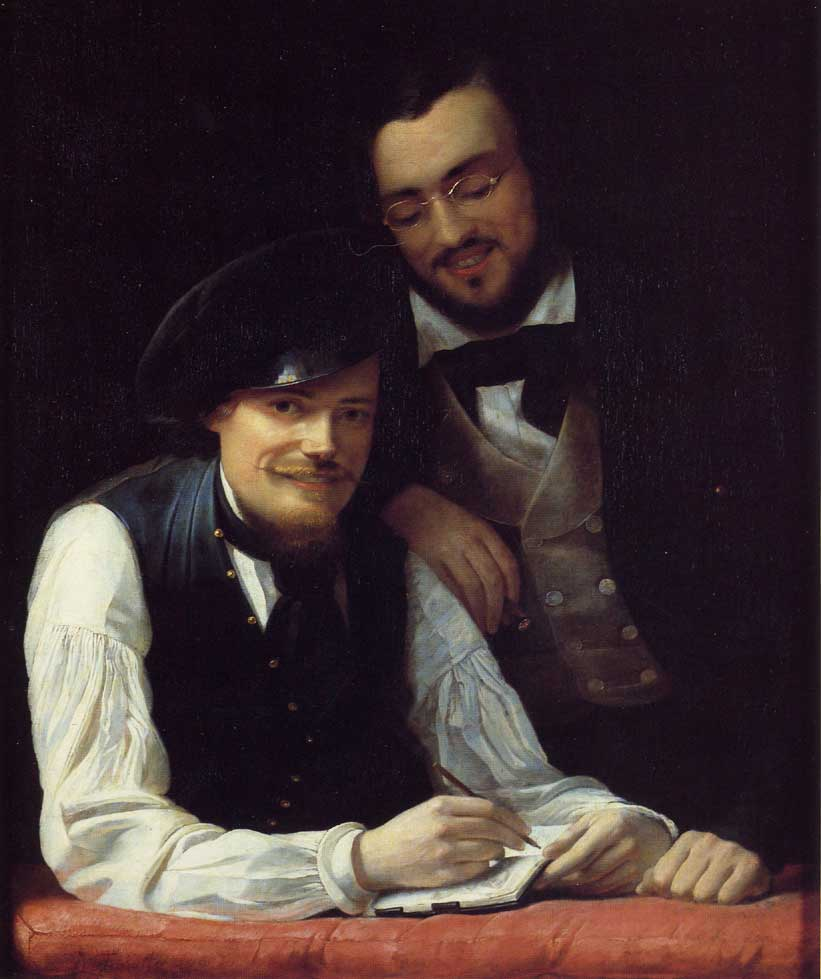
Автопортрет с братом. 1840. Холст, масло. Кунстхалле, Карлсруэ

После окончания в 1818 году школы при бенедиктинском монастыре в Блазине тринадцатилетний Винтерхальтер покинул Менценшванд, чтобы изучать рисунок и гравюру. Литографии и рисованию он обучался во Фрайбурге в мастерской Карла Людвига Шулера (1785—1852). В 1823 году, когда ему было восемнадцать лет, при содействии промышленника барона фон Айхталя (von Eichtal) он уезжает в Мюнхен. В 1825 году удостаивается стипендии от великого герцога Баденского и начинает курс обучения в Мюнхенской академии художеств под руководством Петера Корнелиуса, чьи методы преподавания, однако, оказываются для молодого художника неудобными, и Винтерхальтеру удётся найти другого более подходящего руководителя в светской портретной живописи — Йозефа Штилера. В эти годы Винтерхальтер зарабатывает на жизнь литографией.
Винтерхальтер впервые попал в придворные круги в 1828 году, поступив на службу учителем рисования Софии, графини Баденской, в Карлсруэ. Благоприятный случай заявить о себе далеко от Южной Германии представился художнику в 1832 году, когда у него при поддержке великого герцога Леопольда Баденского появилась возможность путешествия в Италию (1833—1834). В Риме он стал писать картины романтического направления в стиле Луи-Леопольда Робера и сблизился с директором Французской академии Орасом Верне. По возвращении в Карлсруэ Винтерхальтер создавал портреты великого герцога Леопольда Баденского и его жены и был назначен придворным живописцем герцога.
Тем не менее, он покинул Баден и уехал во Францию, где на выставке 1836 года внимание публики привлекла к себе его жанровая картина Il dolce Farniente, а годом позднее похвалы была удостоена и Il Decameron. Обе работы представляют собой академические живописные произведения в стиле Рафаэля. На Салоне 1838 года им был представлен портрет принца Ваграмского с юной дочерью. Затем он написал портрет королевы Бельгии Луизы Марии Орлеанской с сыном. Возможно, благодаря этой картине о Винтерхальтере стало известно Марии Амалии Неаполитанской, королеве Франции, матери бельгийской королевы.

## Придворный художник

Пример ранней манеры: портрет княгини Л. И. Витгенштейн, 1843

В Париже Винтерхальтер быстро заслужил репутацию модного художника. Он был назначен придворным художником короля Луи-Филиппа, который доверил ему создание индивидуальных портретов своей многочисленной семьи. Винтерхальтеру предстояло выполнить для него более тридцати заказов.
Этот успех принёс художнику репутацию знатока династической и аристократической портретной живописи, способного, мастерски сочетая точность портретного сходства с едва уловимой льстивостью, выразить представительность в живой современной манере.
Однако в художественных кругах репутация Винтерхальтера страдала. Критики, восхвалявшие его дебют на выставке в Салоне 1836 года, отвернулись от него как от художника, которого нельзя воспринимать серьёзно. Это отношение сохранялось на всём протяжении карьеры Винтерхальтера, обрекая его работу стоять особняком в иерархии живописи. Сам Винтерхальтер рассматривал свои первые государственные заказы как временный этап перед возвращением к предметной живописи и восстановлением академического авторитета; он оказался жертвой собственного успеха, и для своего же спокойствия ему приходилось работать почти исключительно в портретном жанре. В этой области он добился немалого успеха, что, в свою очередь, помогло ему разбогатеть. Одновременно Винтерхальтер получил международную славу и покровительство царствующих особ.

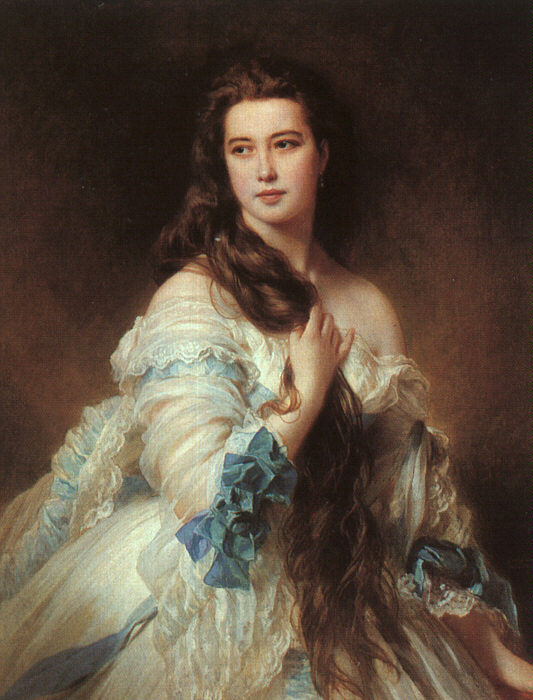
Пример поздней манеры: портрет Варвары Римской-Корсаковой, 1864. Музей Орсе, Париж

Среди множества его королевских «натурщиц» была также и королева Виктория. Впервые Винтерхальтер посетил Англию в 1842 году, а затем несколько раз возвращался туда, чтобы написать портреты Виктории, принца Альберта и их растущей семьи, создав для них в общей сложности не менее 120 работ. Большинство из этих полотен теперь находятся в Королевском собрании и открыты для демонстрации публике в Букингемском дворце и в других резиденциях. Также Винтерхальтер написал несколько портретов представителей английской аристократии, в большинстве входивших в придворный круги. Падение Луи-Филиппа в 1848 году не оказало влияния на репутацию художника. Винтерхальтер переехал в Швейцарию, а кроме того, работал по заказам в Бельгии и Англии.
Перерыв в поступлении заказов на портреты во Франции позволил ему вернуться к исторической живописи, и он, вдохновлённый испанской легендой, создал картину «Флоринда» (1852, Метрополитен-музей, Нью-Йорк), являющее собой радостный праздник женской красоты. В этом же году он решил создать собственную семью, но его предложение руки и сердца было отвергнуто; Винтерхальтер остался холостяком, преданным только своей работе.
После вступления на престол Наполеона III популярность художника увеличилась. С этого времени в подчинении Второй империи Винтерхальтер сделался главным портретистом императорской фамилии и французского двора. Красавица императрица Евгения стала его любимой моделью, и сама она великодушно относилась к нему. В 1855 году Винтерхальтер пишет свой шедевр «Императрица Евгения в окружении фрейлин», изобразив её в сельской обстановке, собирающей цветы вместе со своими фрейлинами. Картина была хорошо принята и выставлена для всеобщего обозрения, по сей день оставаясь, пожалуй, наиболее известной работой мастера.

В 1852 году он едет в Испанию, чтобы написать королеву Изабеллу II, работал для португальской королевской фамилии. Приезжавшие в Париж представители русской аристократии также желали получить свой портрет от известного мастера. Как «королевский художник» Винтерхальтер пользовался постоянным спросом при дворах Британии (с 1841 г.), Испании, Бельгии, России, Мексики, Германии и Франции. 

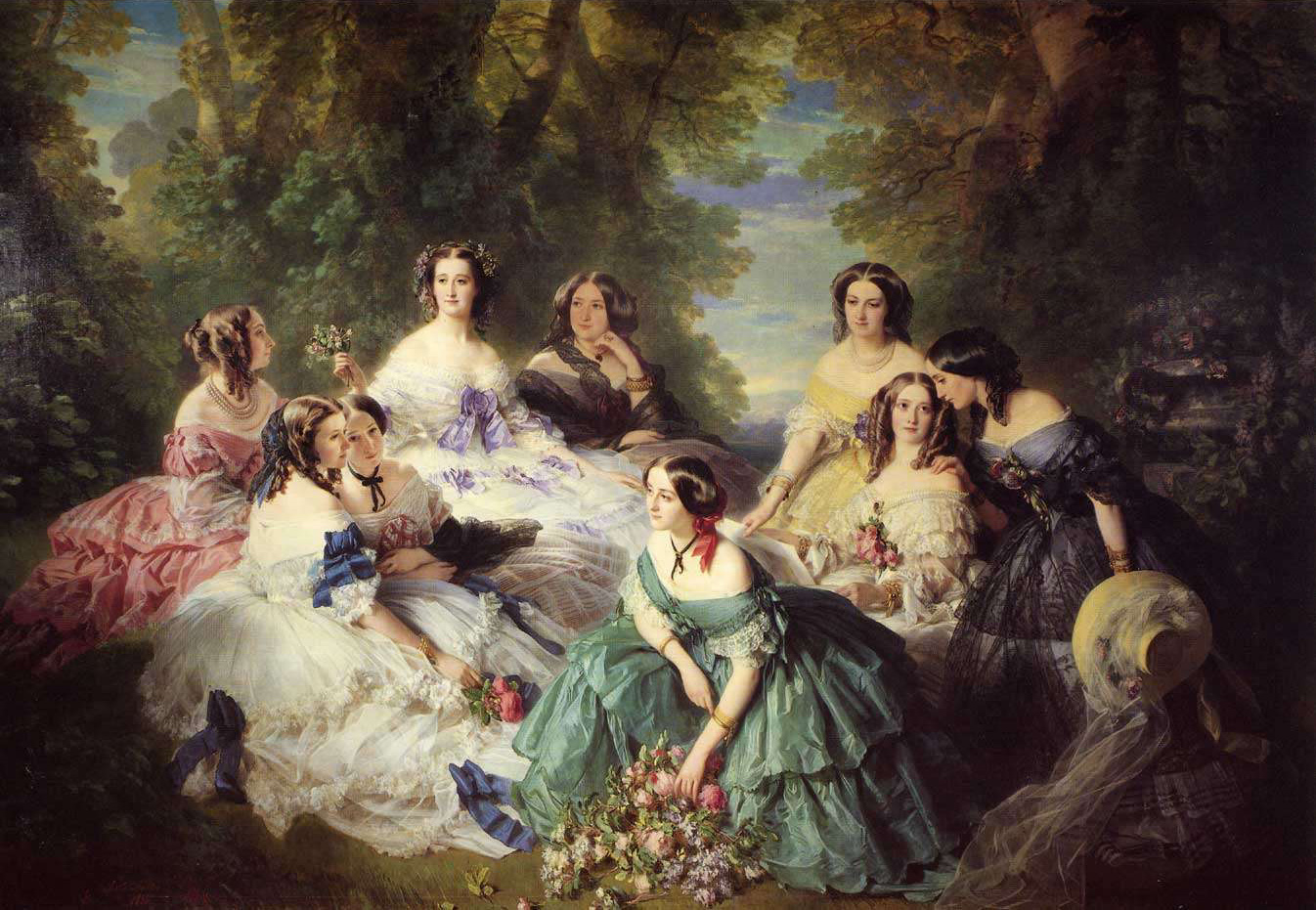
Императрица Евгения в окружении фрейлин. 1855. Компьеньский дворец

В последующие годы потребность в его услугах стала ещё больше. В 1856 году он уехал в Польшу писать портреты по заказам местной аристократии, в 1857 — в Верхнюю Баварию, где написал портрет императрицы Марии Александровны. В 1860-х годах художник много работал по заказам российской аристократии. Для ускорения работы он перестал делать предварительные наброски; на смену прежней академической манере, напоминающей миниатюры на эмали, художник избрал беглую живописную манеру в духе романтизма.
Во время Второй мексиканской империи, возглавляемой Максимилианом Первым, Винтерхальтер получил заказ написать портреты императорской четы. Императрица Мексики Шарлотта Бельгийская была дочерью королевы Бельгии Луизы Марии Французской, которую Винтерхальтер писал ещё в начале своей карьеры во Франции. Некоторые из принадлежащих кисти Винтерхальтера портретов мексиканских монархов по-прежнему экспонируются в Чапультепекском дворце.

## Последние годы
В 1864 году Винтерхальтер в последний раз съездил в Англию. Осенью того же года он едет в Вену, чтобы выполнить портреты императора Франца-Иосифа и императрицы Елизаветы. Во время франко-прусской войны, которая закончилась крушением Второй французской империи в сентябре 1870 года, он проходил курс лечения в Швейцарии. После войны художник не вернулся во Францию, отправившись вместо этого в Баден. Официально он всё ещё был приписан ко двору Бадена, и он обосновался в Карлсруэ. В последние два года жизни Винтерхальтер писал очень мало. Во время поездки во Франкфурт-на-Майне летом 1873 года он заразился тифом и умер 8 июля 1873 года. Ему было шестьдесят восемь лет.